# В ожидании Годо
«В ожида́нии Го́до» (фр. En attendant Godot, англ. Waiting for Godot) — пьеса драматурга Сэмюэля Беккета, которая была написана на французском языке между 9 октября 1948 и 29 января 1949 года, а затем переведена автором на английский. В английском варианте пьеса имеет подзаголовок «трагикомедия в двух действиях». По опросу Королевского национального театра 800 драматургов, актеров и режиссеров пьеса признана «самым влиятельным англоязычным драматургическим произведением XX века».

## История создания
По словам самого Беккета, он начал писать «В ожидании Годо» для того, чтобы отвлечься от прозы, которая ему, по его мнению, тогда перестала удаваться.
17 февраля 1952 года сокращенная версия пьесы была исполнена в студии радио Club d'Essai и транслировалась по французскому радио.
Пьеса была впервые опубликована в сентябре 1952 года в издательстве «Minuit» и вышла отдельным изданием 17 октября 1952 года в преддверии первого полного театрального представления. Первое издание было напечатано в количестве всего 2500 экземпляров. Премьера состоялась 5 января 1953 года в Париже в «Театре Вавилона» на Монпарнасе (постановщик — Роже Блен). Первое представление на английском языке прошло 3 августа 1955 года в Художественном театре в Лондоне под руководством 24-летнего Питера Холла.

## Персонажи
- Владимир (Диди)
- Эстрагон (Гого)
- Поццо
- Лакки
- Мальчик

## Сюжет
Главные герои пьесы — Владимир (Диди) и Эстрагон (Гого) словно завязли во времени, пригвождённые к одному месту ожиданием некоего Годо, встреча с которым, по их мнению, внесёт смысл в их бессмысленное существование и избавит от угроз враждебного окружающего мира. Сюжет пьесы не поддается однозначному истолкованию. Зритель по своему усмотрению может определить Годо как конкретное лицо, Бога, сильную личность, смерть и т. д. В продолжение некоторого времени появляются ещё два странных и неоднозначных персонажа — Поццо и Лакки. Их отношения между собой определить довольно трудно: с одной стороны, Лакки является безмолвным и безвольным рабом Поццо, с другой — его бывшим учителем; но возможны другие трактовки.
Проболтав и порассуждав с главными героями довольно значительное время, Поццо предлагает Лакки подумать и потанцевать, на что тот безропотно соглашается. Монолог Лакки представляет собой остроумную пародию Беккета на учёные диссертации и популярные научные статьи, а также являет собой яркий образец литературного постмодерна. После того как Лакки выдохся, они с Поццо уходят, а Владимир и Эстрагон остаются ждать Годо.
Вскоре к ним прибегает мальчик — посыльный, сообщающий, что Годо придёт завтра. Мальчик работает пастухом, а его брата бьёт хозяин — мсье Годо.
Эстрагону всё происходящее надоедает, и он решает уйти, выбросив свои ботинки, которые ему малы.
С наступлением утра Гого возвращается побитым и сообщает, что на него напало десять человек. Они с Диди мирятся. Гого находит вместо своих старых другие ботинки, которые ему великоваты, но он оставляет их в надежде, что когда-нибудь обзаведётся носками. Диди находит шляпу Лакки, примеряет её, и они коротают время, играя и меняясь шляпами.
Вновь приходят Поццо и Лакки, сильно изменившиеся — Поццо говорит, что он ослеп, а Лакки онемел. Эта парочка не узнаёт (или делает вид, что не узнаёт) главных героев, якобы не помнит о встрече с ними, так как вообще не имеет представления о времени, и продолжает свой путь.
Снова прибегает мальчик и сообщает, что мсье Годо придёт завтра. Он не помнит Владимира и утверждает, что днем раньше приходил не он.
Герои решают отправиться на поиски верёвки, чтобы повеситься, если мсье Годо не придёт и завтра. Но пьеса заканчивается ремаркой «они не двигаются с места».

## Интерпретации

### С точки зрения морали
В пьесе два уровня вопросов этического свойства: ожидание из-за второстепенных вопросов, повод скоротать время; и решение самых актуальных вопросов послевоенного периода — это одновременно вытеснение мышления и уклонение от вопросов о причинах гибели миллионов людей в результате всё новых и новых игр. То, что в первом случае все ещё кажется клоунадой или «театром абсурда» двух бродяг, во втором случае становится критикой морального отказа одного мира ретроспективно справляться со своими травмами и работать над предотвращением последующих трагедий. Таким образом, формула «ничего не делать», открывающая пьесу и повторяющаяся несколько раз, семантически, с одной стороны, предназначена для описания с точки зрения попытки ускорить приход Годо, а с другой — для предписания как отказ от всех причинных вопросов и ответственности. Без различия этих двух концепций действия моральная критика Беккета становится невидимой в чистом абсурде.
Появление французского оригинала и оригинального текста подтверждают моральную интерпретацию. В ранней версии рукописи фигура Эстрагона носила имя «Леви», а во французском оригинале все ещё есть несколько обозначений мест, относящихся к еврейским учреждениям в Париже. Имя «Годо» интерпретируется со ссылкой на английское слово Бог и французское уменьшительное окончание как «маленький бог», на прибытие которого человек напрасно надеется. В контексте «моральной интерпретации» Годо олицетворяет как обещание моральной ответственности, так и её вырождение.

### Историческая интерпретация
В 2008 году в Германии стало известно о тезисе Пьера Темкина, опубликованном во Франции ещё в 2004 году, согласно которому также возможно историческое прочтение второго акта. Основываясь на многочисленных намеках во французском оригинале, Темкин приходит к выводу, что ожидание Годо также указывает на положение иностранцев и французских евреев, которые бежали в необитаемую оставшуюся Францию примерно в 1942/1943 году, но затем вынуждены были бежать в Савойю с помощью шлюзов из-за немецкой оккупации. Владимир и Эстрагон могут быть беглыми евреями из Парижа, Годо — скрытым обозначением для Сопротивления.

### Философская интерпретация
Экзистенциалисты полагают, что существуют определённые фундаментальные вопросы, с которыми все люди должны смириться, если они хотят серьёзно и с присущей им ценностью относиться к своему субъективному существованию. Среди них такие вопросы, как жизнь, смерть, смысл человеческого существования и место Бога в этом существовании. По большому счету, теории экзистенциализма утверждают, что сознательная реальность очень сложна и не имеет «объективной» или общеизвестной ценности: индивид должен создавать ценность, утверждая её и живя ею, а не просто говоря об этом или философствуя об этом в уме. Можно увидеть, что пьеса затрагивает все эти вопросы.
Мартин Эсслин в своей книге «Театр абсурда» (1960) утверждал, что «Ожидание Годо» было частью более широкого литературного движения, которое он назвал Театром абсурда, формой театра, проистекающей из абсурдистской философии Альбера Камю. Абсурдизм сам по себе является ответвлением традиционных утверждений экзистенциализма, впервые выдвинутых Серёном Кьеркегором, и утверждает, что, хотя внутренний смысл вполне может существовать во вселенной, люди не способны его найти из-за какой-либо формы умственных или философских ограничений. Таким образом, человечество обречено столкнуться с Абсурдом или абсолютной абсурдностью существования в отсутствие внутренней цели.

### Ключевые образы пьесы с точки зрения сексуальности
Хотя сексуальность Владимира и Эстрагона не всегда рассматривается критиками, некоторые видят в двух бродягах стареющую гомосексуальную пару, измученную, духовно разбитую, импотентную и больше не занимающуюся сексом. Эти двое, похоже, написаны как пародия на супружескую пару. Питер Боксолл указывает, что в пьесе представлены два персонажа, которые, похоже, прожили вместе много лет; они ссорятся, после примирения снова обнимаются, и зависят друг от друга. Беккет дал интервью во время премьеры пьесы в Нью-Йорке, и, говоря о своих произведениях и персонажах в целом, Беккет сказал: «Я работаю с импотенцией, невежеством. Я не думаю, что импотенцией пользовались в прошлом». Решение Владимира и Эстрагона повеситься можно рассматривать как отчаянный способ достичь хотя бы одной окончательной эрекции.

## Театральные постановки в СССР и России
- 1982 — Театр «Город» (г. Долгопрудный), реж. Владимир Красовский (сейчас на сцене театра «Наш дом», Химки[18])
- 1983 — Московский театр сатиры, реж. Алексей Левинский (спектакль был полуподпольным и шёл в репетиционном зале)[19]
- 1996 — Театр «На Крюковом канале», реж. Юрий Бутусов (дипломный спектакль)[20]
- 1998 — Театр им. Ленсовета, реж. Юрий Бутусов[20], в ролях Михаил Пореченков, Константин Хабенский, Михаил Трухин.
- 2009 — Русский театр драмы Республики Карелия[21]
- 2012 — Тюменский молодёжный театр «Буриме», режиссёр Никита Бетехтин
- 2012 — Независимый театр-студия «ЗнакЪ» (г. Москва), режиссёр Владимир Дьячков[22]
- 2013 — Театр «Мастерская», режиссёр Кирилл Вытоптов
- 2014 — Московский Новый драматический театр, режиссёр Вячеслав Долгачёв. Премьера — 20 сентября 2014 года[23]
- 2018 — Театр имени Е. Б. Вахтангова, режиссёр Владимир Бельдиян. Премьера — 3 февраля 2018 года[24]

## Экранизации
| Год  | Страна   | Название                             | Режиссёр           | В ролях | Примечание |
| ---- | -------- | ------------------------------------ | ------------------ | --- | --- |
| 1989 | Канада   | В ожидании Годо (En attendant Godot) | Walter D. Asmus    | Роман Полански (Лакки) | Телевизионная экранизация на канадском телевидении |
| 2001 | Ирландия | В ожидании Годо (Waiting for Godot)  | Майкл Линдсей-Хогг | Бэрри МакГоверн, Джонни Мерфи, Алан Стэнфорд, Стивен Бреннан, Сэм МакГоверн                                                                     | В экранизации сохранен минимализм произведения Беккета, основные средства удержания зрительского внимания — диалоги, игра актёров, продуманные кадры-мизансцены |
| 2020 | Франция  | Триумф (Un triomphe)                 | Эммануэль Курколь  | Кад Мерад, Дэвид Айала, Ламин Чиссоко, Софиан Каммес, Пьер Лоттен, Вабинле Набье, Александр Медведев, Саид Беншнафа, Марина Хэндс, Лоран Стокер | Неудачливый актер Этьен берется за создание театральной труппы из сомнительного вида заключенных. Вместе им предстоит поставить знаменитую пьесу Самюэля Беккета «В ожидании Годо». Основано на реальных событиях, произошедших с заключёнными в шведской тюрьме строгого режима в 1985-86 годах. |